# Hallgrímur Helgason
Hallgrímur Helgason (18 de febrero de 1959 en Reikiavik) es un pintor, novelista, y columnista islandés. Su primera novela Hella salió en 1990. La película 101 Reykjavík está basada en su novela del mismo nombre. En 2001 recibió el Premio de Literatura de Islandia.

## Obras
- Hella (1990)
- Þetta er allt að koma (Things Are Going Great, 1994)
- 101 Reykjavík (1996)
- Ljóðmæli 1978-1998 ('Collected Poetry 1978-1998, 1998)
- Höfundur Íslands (The Author of Iceland, 2001)
- Herra alheimur (Mr. Universe, 2003)
- Best of Grim (Cartoons feat. Grim (2004))
- Rokland (2005)
- 10 ráð til að hætta að drepa fólk og byrja að vaska upp (2009)